# Gilbert Peak (Washington)
Der Gilbert Peak (2.494 m hoch) liegt in den Goat Rocks an der Grenze zwischen der Yakama Indian Reservation und dem Yakima County im US-Bundesstaat Washington. Teilweise in der Goat Rocks Wilderness gelegen, ist der Gilbert Peak der höchste Gipfel der Goat Rocks, welche erodierte Reste eines nicht mehr vorhandenen Schichtvulkans darstellen. Der Meade-Gletscher liegt an den Südosthängen, während der Conrad-Gletscher sich am Nordhang befindet.